# Allophylus salignus
Allophylus salignus är en kinesträdsväxtart som beskrevs av Carl Ludwig von Blume. Allophylus salignus ingår i släktet Allophylus och familjen kinesträdsväxter. Inga underarter finns listade i Catalogue of Life.